# Pazo (Augas Santas)
Pazo u O Pazo es un lugar situado en la parroquia de Augas Santas, del concello de Allariz, en la provincia de Orense, Galicia, España.